# Bertie the Brain
Bertie the Brain (Bertie el Cerebro) fue uno de los primeros juegos interactivos de ordenador de la historia. Fue construido en Toronto, Canadá, por Josef Kates para la Exposición Nacional Canadiense de 1950. El ordenador, de cuatro metros de alto, permitía a los asistentes jugar al juego tic-tac-toe (tres en raya) contra una inteligencia artificial. El jugador introducía su movimiento en un teclado numérico luminoso en forma de un tablero de tres por tres casillas, y el juego se reproducía en un panel superior de luces similar pero mucho más grande. La máquina disponía de un nivel de dificultad ajustable. Tras dos semanas expuesta en el stand de la empresa Rogers Majestic, la máquina fue desmontada al final de la exposición y en gran parte olvidada como curiosidad.
Kates construyó el juego para mostrar su tubo additron, un tubo de vacío de pequeñas dimensiones. Temas de patentes impidieron el uso del tubo additron en otros ordenadores diferentes a Bertie, y al poco tiempo quedó obsoleto, ya que se empezaron a usar transistores en los ordenadores. Bertie the Brain es candidato a ser el primer videojuego interactivo de ordenador, adelantándose Nimrod, creado por Josef kates en 1951 en una máquina diseñada expresamente para el juego exhibida en un evento en Gran Bretaña, y a OXO, creado por Alexander S. Douglas en 1952, que se ejecutaba en un ordenador de uso general. Apareció solamente tres años después de la invención en 1947 del Dispositivo de entretenimiento con tubo de rayos catódicos, el primer juego electrónico interactivo conocido usado en una exhibición electrónica. Bertie usaba bombillas en lugar de una pantalla con gráficos en tiempo real; aun así, y aunque disponía de gráficos en movimiento, no cumple algunas definiciones de lo que es un videojuego.

## Historia
Bertie the Brain era un ordenador para el juego tic-tac-toe, construido por el Dr. Josef Kates para la Exposición Nacional Canadiense de 1950. Kates había trabajado anteriormente en la empresa Rogers Majestic, diseñando y construyendo tubos de radar durante la Segunda Guerra Mundial. Después de la guerra, completó sus estudios de licenciatura en computadoras en el centro de informática en la Universidad de Toronto mientras continuando trabajando en Rogers Majestic. Mientras estaba allí ayudó a construir el University of Toronto Electronic Computer (Ordenador Electrónico de la Universidad de Toronto, o UTEC), uno de los primeros ordenadores operativos. También diseñó su versión en miniatura del tubo de vacío, al que llamó tubo additron, que registró en la Radio Electronics Television Manufacturers' Association (Asociación de fabricantes de radio-electrónica) el 20 de marzo de 1951 como tipo 6047.
Después de registrar la patente para el tubo additron, Rogers Majestic solicitó a Kates crear un dispositivo de demostración del tubo a compradores potenciales. Kates Diseñó un ordenador especializado que incorporaba dicha tecnología y lo construyó con la asistencia de ingenieros de la Rogers Majestic. Era muy grande, un ordenador metálico de cuatro metros de alto, que solo podía ejecutar el juego, y que fue instalado en el Edificio de Ingeniería en la Exposición Nacional Canadiense entre el 25 de agosto y el 9 de septiembre de 1950.
El ordenador, basado en los tubos additron, etiquetado como Bertie el Cerebro y subtitulado como "La Maravilla Electrónica de Rogers Majestic", fue un gran éxito durante las dos semanas de la exposición, con largas colas de visitantes esperando para jugar. Kates permanecía junto a la máquina cuando le era posible, ajustando la dificultad hacia arriba o hacia abajo para adultos y niños. El actor y comediante Danny Kaye fue fotografiado derrotando a la máquina (después de varios intentos) por la revista Life.

## Desarrollo del juego
Bertie the Brain era un juego de tres en raya en el que el jugador seleccionaba la posición para su siguiente movimiento usando un panel de nueve botones ubicados en una rejilla de 3x3 en un tablero. Los movimientos aparecían en un panel vertical de nueve grandes casillas dispuestas en una rejilla de 3x3 en la máquina, igual que en los botones, con una equis (X) o un círculo (O) iluminado en el espacio correspondiente. El ordenador haría su movimiento poco después. Un par de señales a la derecha del panel del juego se encendían alternando entre "Cerebro Electrónico" y una "X" o "Cerebro Humano" y un "O", marcando de quién era el turno del juego, y que se iluminaban junto con la palabra "Gana" cuando uno de los jugadores había ganado. Bertie podía operar a varios niveles de dificultad. El ordenador respondía casi instantáneamente a los movimientos del jugador, y en el nivel de dificultad más alto era casi imbatible.

## Legado

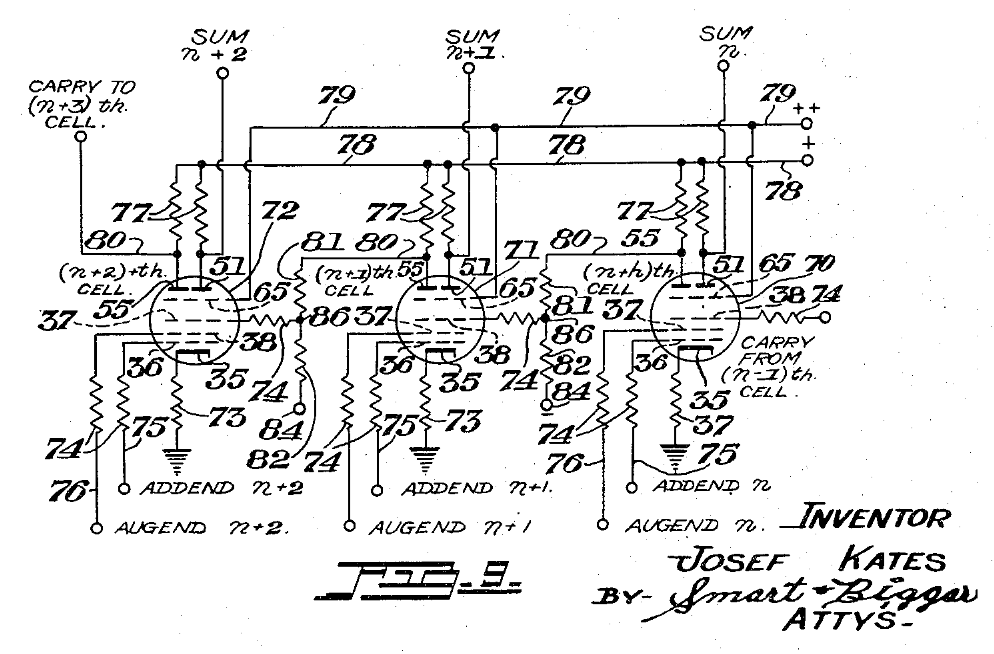
Circuito esquemático de la patente en Estados Unidos del tubo additron

Después de la exposición, Bertie fue desmantelado y olvidado como novedad. Kates dijo que trabajaba en tantos proyectos al mismo tiempo que no tenía energía de sobra para preservarlo, a pesar de su importancia. Más allá de ser el primer ordenador con un juego implementado —precedido solo por programas teóricos de ajedrez— y ser presentado en un artículo de la revista Life, el juego fue olvidado incluso en los libros de historia de los videojuegos. El propósito primario de Bertie de publicitar el tubo additron tampoco se cumplió, pues fue la única aplicación completa con esa tecnología. Por ese tiempo, Rogers Majestic empujó a Kates a desarrollar un modelo operativo completo para su exhibición, por lo que trabajó en los tubos durante un año, desarrollando varias revisiones, pero el equipo de la Universidad de Toronto decía que el desarrollo era demasiado lento para intentar integrarlos en el UTEC.
A pesar de que otras empresas expresaron interés a Kates y a Rogers Majestic en utilizar los tubos, problemas con la adquisición de las patentes impidieron a Rogers Majestic o a la Universidad de Toronto patentar los tubos fuera de Canadá hasta 1955, y la aplicación de la patente no fue aceptada en los Estados Unidos hasta marzo de 1957, seis años después de la solicitud. Por entonces, el uso de los tubos de vacío estaba en franco declive por el uso en aumento del muy superior transistor, impidiendo cualquier recreación de Bertie o de otras máquinas similares.  Kates tuvo una distinguida carrera en ingeniería en Canadá, pero no volvió a trabajar en tubos de vacío o en juegos de ordenador.
Bertie fue creado solamente tres años después de la invención en 1947 del Dispositivo de entretenimiento con tubo de rayos catódicos, el primer juego electrónico interactivo conocido. Mientras otros juegos no visuales habían sido desarrollados para ordenadores por investigadores como Alan Turing y Dietrich Prinz, con su programa ajedrecístico para el Ferranti Mark 1 de la Universidad de Mánchester, Bertie fue el primer juego de ordenador en presentar una exhibición visual de cualquier tipo. Se considera que Bertie no cumple algunas definiciones en la lucha por el título de primer videojuego. Aunque las definiciones varían, el Dispositivo de entretenimiento con tubo de rayos catódicos era un juego eléctrico puramente analógico, y aunque Bertie no usaba una pantalla electrónica, se ejecutaba en un ordenador. Otro ordenador de propósito especial basado en un juego, el Nimrod, fue construido en 1951, mientras que programas para el juego del tic-tac-toe (OXO) y uno de damas fueron desarrollados por Christopher Strachey en 1952. Estos primeros juegos de ordenador no mostraban los resultados visuales en una pantalla electrónica, sino que usaban bombillas.